# Synanthedon peltata
Synanthedon peltata is een vlinder uit de familie wespvlinders (Sesiidae), onderfamilie Sesiinae.
Synanthedon peltata is voor het eerst wetenschappelijk beschreven door Meyrick in 1932. De soort komt voor in het Afrotropisch gebied.